# Edil Ferraz
Edyl Pereira Ferraz (Paranaíba, 4 de julho de 1924 – Campo Grande, 8 de outubro de 2008) foi um advogado e político brasileiro que foi deputado federal por Mato Grosso.

## Biografia
Filho de José Rodrigues Ferraz e Alice Pereira Ferraz. Advogado com Bacharelado em Direito em 1953 pela Universidade do Estado do Rio de Janeiro trabalhava na sua cidade natal como secretário da prefeitura. Sua carreira política teve início pelo PSD e nele foi eleito deputado estadual em 1954, 1958 e 1962.
Com a vitória do Regime Militar de 1964 e a posterior adoção do bipartidarismo migrou para a ARENA e foi eleito deputado federal em 1966. Após as eleições de 1970 ficou na primeira suplência e foi efetivado em agosto de 1974 devido ao assassinato do deputado Emanuel Pinheiro.
Em 1977 o Governo Ernesto Geisel sancionou lei complementar criando o estado de Mato Grosso do Sul e nele foi eleito primeiro suplente do senador Pedro Pedrossian em 1978 perdendo essa condição quando o titular renunciou para assumir o governo do estado em 1980 por escolha do presidente João Figueiredo. Filiado ao PDS foi nomeado conselheiro do  Tribunal de Contas do Estado de Mato Grosso do Sul no mesmo ano e foi o primeiro presidente da corte. Após se aposentar foi eleito presidente do diretório estadual do PDT não sendo eleito, porém, deputado federal em 1990. Após essa tentativa continuou filiado ao partido, mas afastou-se da política.